# Зона зв'язку словоформ
Зона зв'язку словоформ або зона зв'язку слів (ЗЗС) - це той відрізок речення, у якому реалізуються всі синтаксичні зв'язки словоформи (підрядні, предикативні, сурядні). Від словосполучення ЗЗС відрізняються тим, що до її складу входять не тільки слово та граматично пов'язані з них слова, а всі слова, що розташовані між ними. 
Сила спаяності кожної пари слів вимірюється кількістю ліній зон зв'язку, які проходять через інтервал між словами. Чим більша кількість ЗЗС припадає на інтервал між двома елементами речення, тим більш зв'язними в лінійному потоці мовлення вважаються ці елементи. Найбільший показник сили спаяності в реченні називають піком спаяності елементів речення.  Якщо кілька послідовно розташованих показників мають однакове найбільше значення, таку послідовність називають плато спаяності елементів речення. У реальному реченні може бути кілька піків та плато спаяності. Елементи речення, між якими сила спаяності максимальна, утворюють блок спаяності елементів речення.
Застосування ЗЗС дозволяє виокремлювати в тексті терміни, які зазвичай мають найбільші показники сили спаяності.
1. ↑  Дарчук Н.П. Зона зв’язку слів як засіб автоматичного виділення термінів з тексту // Українське мовознавство. – 1990. – № 17.
2. ↑  Чейлитко, Н. Г. "Відображення синтаксичної та лексичної цілісності речення через зони зв"язків словоформ / Автореф. дис. канд. філолог. наук. – Київський національний університет імені Тараса Шевченка, 2009.